# Rhahzadh
Rhāhzādh (... – Ninive, 12 dicembre 627) è stato un generale persiano di origine armena sotto il re sasanide Cosroe II.
Il suo nome originale era Roch Vehan, ma è noto nelle fonti bizantine come Rhazates (in greco: Ῥαζάτης), Ryzates o Razastes, e a quelle siriache come Rōzbehān o Rōgwehān.

## Biografia
La guerra iniziata nel 602 tra Impero sasanide e Impero bizantino volgeva al suo venticinquesimo anno, quando l'imperatore romano Eraclio I (r. 610-641) fece una mossa audace. Appena conclusa la campagna del 627, riunì il suo esercito e invase il cuore dell'entroterra persiano all'inizio di settembre.
La notizia gettò nel panico Cosroe poiché dopo 15 anni di guerra il suo esercito era esausto e i suoi due migliori generali non erano più disponibili: Shahin era morto e Shahrbaraz era passato al nemico fuggendo in Egitto nel timore che Cosroe lo volesse morto. Così il re radunò un nuovo esercito e nominò al suo comando Rhāhzādh, un nobile e coraggioso guerriero.
Rhāhzādh avanzò per tagliare la strada ad Eraclio e impedirgli di raggiungere Ctesifonte, la capitale persiana. Eraclio continuava a bruciare e saccheggiare ovunque si recasse, e Rhāhzādh si gettò all'inseguimento di Eraclio, lottando contro il tempo per cercare di raggiungere i Romani. Ad un certo punto Eraclio attraversò il fiume Grande Zab e si accampò per impedire a Rhāhzādh di passare oltre il ponte senza ingaggiare battaglia. Ma Rhāhzādh si mosse più a valle di quel punto riuscendo così a guadare il fiume.
Quando Eraclio lo venne a sapere, mandò una parte del suo esercito al comando di Vahan per intercettare Rhāhzādh. Nella scaramuccia che ne seguì i greci furono uccisi e i persiani catturati, tra cui un attendente personale di Rhāhzādh. Da lui Eraclio apprese che Rhāhzādh era in attesa di un rinforzo di circa 3000 uomini. Questa notizia preoccupò Eraclio: il suo esercito era gravemente depauperato dalla diserzione del contingente turco e temeva che i rinforzi di Rhāhzādh potessero far pendere a suo favore l'ago della bilancia .
Così il 12 dicembre 627, vicino a Ninive, Eraclio schierò il suo esercito in pianura e attese Rhāhzādh. Non appena se ne rese conto, Rhāhzādh decise di avanzare verso i Romani. Egli schierò il suo esercito in tre divisioni simili a falangi e ingaggiò battaglia contro l'esercito di Eraclio. Proprio nel momento culminante di questa, Rhāhzādh improvvisamente sfidò Eraclio a singolar tenzone, con la speranza di costringere i Romani a fuggire. Eraclio accettò la sfida e spronato il proprio cavallo in avanti tagliò di netto la testa a Rhāhzādh, prendendo successivamente dal busto del persiano il suo scudo di 120 piastre e il pettorale d'oro come trofei.
Con la morte di Rhāhzādh si dissolsero anche le speranze di vittoria dei persiani: vedendo il loro comandante valoroso e molti altri ufficiali di alto rango uccisi da Eraclio e le sue truppe ormai in casa, l'esercito persiano si perse d'animo e soffrì la perdita di circa 6000 vittime.